# Газопереробний завод Гассі-Туїл
Газопереробний завод Гассі-Туїл – складова облаштування алжирського гігантського газонафтового родовища.
Розробку газових покладів Гассі-Туїл почали в 1976 році, при цьому тривалий час отриманий газ відправляли по газопроводу Гассі-Туїл – Хассі-Месауд для закачування у пласти розташованого північніше найбільшого алжирського нафтового родовища Хассі-Месауд. Нарешті, в 2014 році відкрили газопереробний завод Гассі-Туїл, який працює з продукцією групи родовищ – окрім власне Гассі-Туїл це також Гассі-Туарег, Рурд-Ель-Хелф, Незла, Гассі-Ель-Адем, Брайдес (Brides), Туал (Toual) та Гассі-Чергу (Hassi Chergui).
Завод має номінальну потужність по прийому 12 млн м3 на добу, при цьому цей показник може коливатись від 3,6 млн м3 до 13,2 млн м3. За результататами переробки отримують  конденсат та зріджений нафтовий газ (ЗНГ, пропан-бутанова фракція) з проектними обсягами 1700 тон та 1100 тон на добу відповідно.
Видача продукції відбувається через перемички:
- довжиною 14 км та діаметром 250 мм до ЗВГ-трубопроводу Алрар – Хассі-Р'Мель;
- довжиною 14 км та діаметром 250 мм до конденсатопроводу Оханет – Хауд-Ель-Хамра;
- довжиною 14 км та діаметром 750 мм до газопроводу  Алрар – Хассі-Р'Мель.